# Liste der Landesgartenschauen in Thüringen
Dies ist eine Liste der Landesgartenschauen in Thüringen. Landesgartenschauen finden in Thüringen seit dem Jahr 2000 statt.
| Jahr | Bild           | Bezeichnung                              | Ort(e) / Lage                                          | Motto                                      | Weitere Informationen |
| ---- | -------------- | ---------------------------------------- | ------------------------------------------------------ | ------------------------------------------ | --------------------- |
| 2000 | weitere Bilder | Landesgartenschau Pößneck 2000           | Pößneck                                                | „Alte Mauern, neuer Charme“                |                       |
| 2004 | weitere Bilder | Landesgartenschau Nordhausen 2004        | Nordhausen                                             | „Die neue Mitte“                           |                       |
| 2015 |                | Landesgartenschau Schmalkalden 2015      | Schmalkalden                                           | „Gartenzeitreise“                          |                       |
| 2017 | weitere Bilder | Landesgartenschau Apolda 2017            | Apolda                                                 | „Blütezeit Apolda“                         |                       |
| 2026 |                | Landesgartenschau Leinefelde-Worbis 2026 | Leinefelde-Worbis                                      | „Aussöhnung zwischen Stadt und Landschaft“ |                       |
| 2028 |                | Landesgartenschau 2028                   | Orlaregion (Pößneck, Neustadt an der Orla und Triptis) | „Zusammen.Wachsen“                         |                       |
| 2030 |                | Landesgartenschau Altenburg 2030         | Altenburg                                              |                                            | [ 3 ]                 |